# Panamerikanische Spiele 1987/Teilnehmer (Uruguay)
| Gelbes Symbol für Goldmedaillen mit stilisierten Olympischen Ringen | Graues Symbol für Silbermedaillen mit stilisierten Olympischen Ringen | Braundes Symbol für Bronzemedaillen mit stilisierten Olympischen Ringen |
| ------------------------------------------------------------------- | --------------------------------------------------------------------- | ----------------------------------------------------------------------- |
| 2                                                                   | 2                                                                     | 3                                                                       |

Uruguay nahm an den X. Panamerikanischen Spielen 1987 in Indianapolis, USA, mit einer Delegation bestehend aus 56 Sportlern teil.
Die uruguayischen Athleten gewannen insgesamt sieben Medaillen. Der Ruderer Jesús Posse und der Radsportler Federico Moreira waren die beiden einzigen Titelträger. Daneben holte Uruguays Team zweimal Silber und dreimal Bronze.

## Teilnehmer nach Sportarten

### Basketball
- Luis Larrosa
- Juan Mignone
- Oscar Moglia
- Heber Núñez
- Carlos Peinado
- Horacio Perdomo
- Luis Pierri
- Nazar Rodríguez
- Gustavo Sczyglieski
- Alvaro Tito
- Hugo Vázquez
- Adolfo Medrick

### Boxen
- Juan C. Montiel
Mittelgewicht bis 75 kg: 3. Platz (Bronze)
- Daniel Freitas

### Eislauf
- Gustavo Osorio
- Elbio Pera
- Silvia Gandalia
- Silvia Speyer

### Gewichtheben
- Germán Tozdjián
Klasse bis 100 kg: 2. Platz (Silber)
- Pablo Gómez
- Gonzalo Larraya
- Julio Cejas

### Judo
- Juan Gorriz

### Kanu
- Jesús Spagnolo
- Víctor Aizaguer

### Leichtathletik
- Ricardo Vera
- Nelson Zamora
- Claudia Acerenza
- Soledad Acerenza
- Margarita Martirena
- Virginia Guerra

### Moderner Fünfkampf
- Daniel Ribeiro
- Alejandro Michelena

### Radsport
- Federico Moreira
50-km-Punktefahren / Bahn: 1. Platz (Gold)
- José Maneiro
- José Asconegui
- Carlos García

### Reiten
- Carlos Acuña
- Alberto Joffe
- Héctor Rovira

### Rudern
- Harris González
- Gonzalo Maquiel
- Jesús Posse
1. Platz (Gold)

### Schießen
- Gustavo Cadarso
Luftpistole (Mannschaft): 3. Platz (Bronze)
- José Mautone
Luftpistole (Mannschaft): 3. Platz (Bronze)
- Luis Méndez
Luftpistole (Mannschaft): 3. Platz (Bronze)

### Schwimmen
- Carlos Scanavino
200 Meter Freistil: 2. Platz (Silber)

### Segeln
- Horacio Carabelli
- Luis Chiapparro
- Miguel Frachini

### Synchronschwimmen
- Laura Danners
- Raquela Carpin

### Taekwondo
- Milton Aguerrido
- Alvaro Rodríguez
- Julio Carbajal

### Tennis
- Patricia Miller
Einzel: 3. Platz (Bronze)